# Вьетнамское информационное агентство
Вьетнамское информационное агентство (ВИА, вьет. Thông tấn xã Việt Nam) — национальное информационное агентство, находящееся в непосредственном подчинении правительства Вьетнама, и официальный печатный орган Социалистической Республики Вьетнам. ВИА предоставляет информацию о политических, экономических, социальных, культурных, научных и технологических проблемах Вьетнама и мира. Цель ВИА — отразить взгляды Коммунистической партии Вьетнама и государства Вьетнам на основные внутренние, региональные и международные текущие дела.

## История
15 сентября 1945 года считается днем ВИА (тогда — Вьетнамского агентства новостей). В этот день ВИА официально опубликовало Декларацию независимости и список членов Временного правительства Демократической Республики Вьетнам на трех языках: вьетнамском, английском и французском. Эта новость транслировалась с радиостанции Батьмай (Ханой) на всю страну и мир.
Вьетнамское информационное агентство было удостоено медали «Золотая звезда», Ордена Хо Ши Мина (дважды), Ордена Независимости первой степени, Ордена Сопротивления первой степени и других вьетнамских и зарубежных наград. ВИА — единственное информационное агентство во Вьетнаме, удостоенное звания Героя дважды: Героя Труда в период Дой мой и Героя Народных вооруженных сил во время войны.
ВИА является членом организации NANAP, членом Организации информационных агентств Азиатско-Тихоокеанского региона (OANA) и членом исполнительного комитета OANA, членом Организации мировых информационных агентств. В настоящее время ВИА поддерживает двусторонние и многосторонние отношения сотрудничества с почти 40 крупными информационными агентствами, такими как Франс-Пресс, Рейтер, Ассошиэйтед Пресс, ТАСС, РИА Новости, Синьхуа, Рёнхап, Киодо Цусин.

## Хронология
Предшественником Вьетнамского информационного агентства был Департамент информации Министерства информации и пропаганды Вьетнама.
- 23 августа 1945 года — первый рабочий день.
- 15 сентября 1945 года — трансляция Декларации независимости и списка членов Временного правительства Демократической Республики Вьетнам.
- 1946 год — открывается представительство в Бангкоке (Таиланд).
- 6 января 1946 года — выпуск новостей на французском языке.
- Август 1946 года — выпуск новостей на английском языке.
- В 20:00 19 декабря 1946 года президент Хо Ши Мин выступил с «Призывом ко всему народу оказать сопротивление».
- В марте 1947 года в провинции Каобанг начал издаваться информационный бюллетень на китайском языке, и издавался в течение ещё года.
- 1948 год — представительство в Рангуне (Бирма).
- 1949 год — получены новости от информационных агентств ТАСС (Советский Союз) и Синьхуа (Китай).
- 1952 год — представительства в Пекине (Китай), Москве (Советский Союз) и Париже (Франция).
- В октябре 1954 года, когда был освобожден Ханой, VNTTX расположился по адресу Ly Thuong Kiet street, № 5.
- 1955 год — становится агентством, подчиняющимся непосредственно правительству.
- 12 октября 1960 года на юго-востоке, в зоне боевых действий Зыонгминьтяу было создано Агентство новостей освобождения (TTXGP).
- В 1975 году, к моменту окончания обеих Индокитайских войн, почти 260 репортеров, сотрудников VNTTX и Вьетнамского информационного агентства погибли при исполнении служебных обязанностей.
- 1976—1977 — объединение VNTTX и TTXGP.
- Май 1976 года — переименование во Вьетнамское информационное агентство.
- 25 августа 2010 года — премьер-министр Нгуен Тан Зунг провёл церемонию открытия первого крупного новостного канала во Вьетнаме (тестовая трансляция с 21 июня 2010 г.).
- К концу 2019 года головной офис информационного агентства перемещен на Ле Тхань Тонг, 15, Хоанкьем, Ханой.

## Издания
Вьетнамское информационное агентство часто обозначается аббревиатурой TTXVN в новостях и публикациях (англ. VNA, исп. AVN, фр. AVI, кит. 越通社). Помимо публикации сайте news.vnanet.vn, новости доступны в печатных изданиях.

### Ежедневные
1. Новости в стране
2. Мировые новости
3. Быстрые новости
4. Специальные справочные материалы
5. Справочник мировых новостей
6. Справочник экономических новостей
7. Вьетнам и мировые экономические новости
8. Новости на английском языке
9. Новости на французском языке
10. Новости на испанском языке
11. Новости на китайском языке

### Еженедельные, ежемесячные и ежеквартальные
1. Вьетнам и новости мировой экономики (воскресенье)
2. Публикация документов (3 выпуска в неделю)
3. Международные экономические новости
4. Воскресный справочник мировых новостей
5. Мировое общественное мнение
6. Актуальные ссылки
7. Международные отношения

### Газеты и журналы
1. Новости этнических меньшинств и горных районов
2. Неделя новостей
3. Спорт и культура
4. Новости Вьетнама[англ.]
5. Le Courrier du Vietnam[англ.]
6. Иллюстрированный журнал «Вьетнам»[вьет.] (на вьетнамском, китайском, русском, английском, французском, японском, испанском и других языках)[1]
7. Интернет-газета VietnamPlus[вьет.] (Vietnam+)

### Фотоагентство
Фотоагентство ВИА ежедневно публикует сотни изображений, иллюстрирующие вьетнамские и мировые новости.

### Новостной телеканал
Телеканал новостей (VNews) вещает круглосуточно и без выходных, транслирует репортажи о политике, дипломатии, иностранных делах, экономике, обществе, культуре и спорте. Вещает посредством на цифрового телевидения DVB-T2, кабельного и спутникового телевидения, онлайн-телевидения (IPTV) и интернет-телевидения (MobiTV).

### Издательство
Издательство агентства публикует монографии, посвященные информации, пропаганде руководящих принципов и политике партии и государства.

## Подразделения

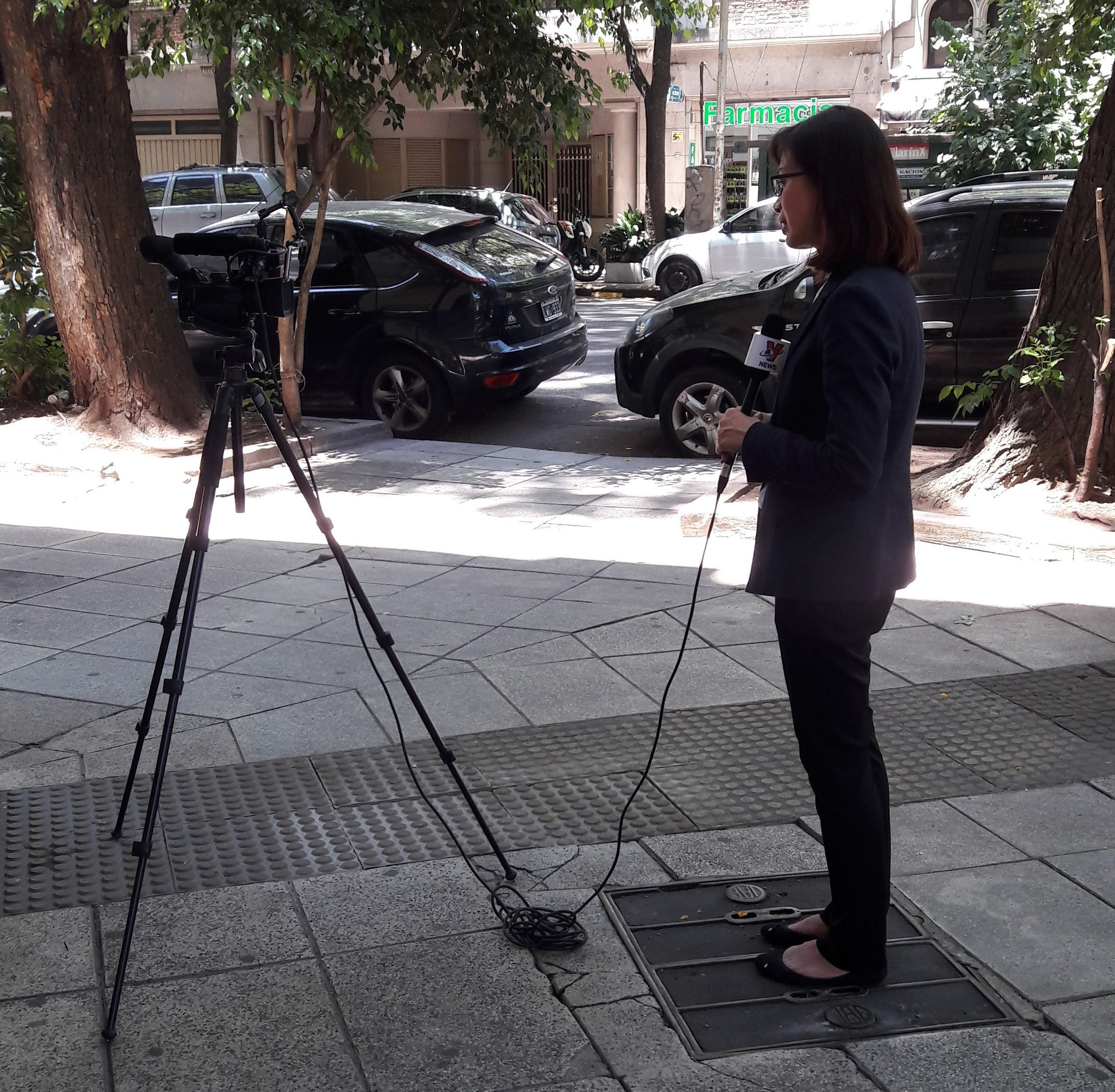
Корреспондент VNA в Буэнос-Айресе, Аргентина

У VNA есть представительства в Хошимине и Дананге, сеть представительств в во всех провинциях страны, а также 30 заграничных представительств, расположенных на 5 континентах.

### Редакция
- Редакция новостей страны
- Редакция мировых новостей
- Редакция иностранных дел
- Экономическая редакция
- Отдел фотографий
- Новостной телецентр (VNews)
- Информационный центр документов

### Вспомогательные
- Секретариат и внешние связи
- Совет по исследованиям и развитию
- Оргкомитет — Персонал
- Планирование — Финансовый отдел
- Инспекционный комитет
- Офис
- Компьютерный центр
- Технический центр

### Руководство
Генеральный директор — Нгуен Дык Лой, его заместители — Ле Куок Минь, Ву Вьет Чанг и Динь Данг Куанг.